# Noodles
ヌードルス （noodles）は、神奈川県横浜出身の日本のスリーピースロックバンド。所属はDELICIOUS LABEL。

## メンバー
YOKO
ボーカル、ギター担当。
IKUNO
ベース担当。

## 過去のメンバー
AYUMI
ドラムス担当。2017年脱退。
JUNKO
ギター担当。2004年脱退。

## 概要
1991年結成。神奈川県横浜市を中心にライブ活動をスタートさせる。
1995年、BENTEN LABELよりインディーズデビュー。1998年まで在籍。
1999年、偶然noodlesのライブを目撃したthe pillowsの山中さわおの目に留まり、彼が主宰するレーベル「DELICIOUS LABEL」に移籍。
2003年3月、ブリーダーズの大阪公演でオープニングアクトを務める。この年、毎年NYで行われている「CMJ Music Marathon」に出演し、海外での活動も行うようになる。
2004年、初のアメリカツアーを敢行。同時にSXSWに出演。同年9月ギタリストのJUNKOが脱退。メンバーは補填せず、スリーピース編成となる。
2005年　7月に公開された映画「8.1」の主題歌に「Booster」が起用される。
2005年、the pillowsと共に2度目SXSW出演とアメリカツアーを敢行。後にその模様はDVD「DELICIOUS BUMP TOUR IN USA」として映像化された。
2006年、THE STEREO FUTUREと共に西海岸ツアーを敢行。同年SHIBUYA-FMにてレギュラーラジオ番組「hot splash」スタート。12月公開の映画『LOVE MY LIFE』の音楽を制作した。
2007年、クラビット・アリーナ初のオリジナルドラマ「戦場のガールズライフ」の音楽制作を担当。（BSフジ・CSホームドラマチャンネル他でも放送）
2008年、毎年カンヌで行われているMIDEM(国際音楽産業見本市)にてライブを実施。
2009年、初の海外レコーディングをサンフランシスコで行う。同時に行ったカリフォルニア・ツアーとレコーディングの模様を収録したドキュメンタリーDVDとサンフランシスコにてレコーディングした3曲を収録した「THE MUSIC MOVES ME」をリリース。同時発売でDELICIOUS LABEL10周年を記念したnoodles初のベストアルバム『our first noodles』をリリース。
2010年、5月に公開された「戦闘少女 血の鉄仮面伝説」の主題歌にベスト盤にも収録されているメロウメタリカが起用される。8月4日にリリースされたアルバム『Explorer』は全曲サンフランシスコでレコーディングを行った。
2011年、20周年アニバーサリーイヤーに伴い様々な企画が進行中。
全国各地で自主企画イベント「OFF THE WALL」を開催。少年ナイフ、The ピーズ、dip 他、などを迎え開催中。
公式YouTubeチャンネルや特設サイト開設。
8月10日（水） タワーレコード限定シングルリリース決定。
10月22日(土)には 渋谷 CLUB QUATTROにてnoodles 20th Anniversary Live“We are noodles”決定。
ワンマンライブに伴い、レギュラーラジオ番組「noodlesのHOT SPLASH」で聴きたい曲のリクエスト受付開始。
2012年、9月5日に発売されたアルバム『Funtime』はレコーディング、ミックス、マスタリングまでサンフランシスコで行われた。
2013年、初のカバーアルバム『MAKE UP TO BREAK UP』を発売。収録カバー曲の選曲が話題になる。BUCK-TICK、pixies、Tracy Ullman、ゆらゆら帝国、Green Day、YMO他10曲入り。
2014年、2年ぶりとなるオリジナルアルバム『Loafers on the Japantown』を発売。リリースに伴い翌年2015年に全国ツアーも開催。
2016年、25周年イベントを5月、7月、9月、11月で開催すると発表された。
2017年、アルバム『Metaltic Nocturne』を発売し、全国ツアーを開催。12月18日を以て、結成当初から26年在籍したドラムスのAYUMIが脱退。以後はサポートドラマーを迎えて活動することがアナウンスされた。

## ディスコグラフィー

### 参加作品
1. LIFE IS DELICIOUS（2001年8月8日）
2. SYNCHRONIZED ROCKERS（2004年9月16日）
3. GO! DELICIOUS GO!（2005年11月2日）
4. ELECTRIC RAYS（2008年5月28日）
5. Radiolaria（2019年7月3日）

### DVD
1. on the wall
PV集。通販＆ライブ会場限定販売
2. DELICIOUS BUMP TOUR IN USA（2005年9月14日）
the pillowsと行ったアメリカツアーのドキュメント映像。
3. DELICIOUS BUMP SHOW!! 
通販＆ライブ会場限定販売。2005年11月10日に渋谷O-WESTで行われたイベントを映像化。
4. THE MUSIC MOVES ME
DVD付きCD（2009年10月14日）
サンフランシスコで初の海外レコーディング及びカリフォルニアツアーの様子や収録曲のPV収録（ベスト盤「our first noodles」と同時発売）
5. noodles 20th Anniversary Live "We Are noodles" @2011.10.22 Shibuya CLUB QUATTRO（2012年6月13日）
2011年10月に東京・渋谷CLUB QUATTROで行われた、noodlesの結成20周年記念ライブ「We Are noodles」での迫力あるパフォーマンスの模様を、トリプルアンコールまで全26曲完全収録。

## 出演
- ラジオ
  - hot splash SHIBUIYA-FM (78.4MHZ)（毎週第3・第4日曜日 14:00～14:58）